# Røstad Station
Røstad Station (Røstad stasjon eller Røstad holdeplass) er en jernbanestation på Nordlandsbanen, der ligger ved Høgskolen i Nord-Trøndelag (HiNT) i Levanger kommune i Norge. Stationen består af et spor og en perron med et læskur.
Stationen åbnede som trinbræt 7. januar 2001 for at betjene Høgskolen i Nord-Trøndelag. Oprindeligt hed stationen Rødstad, men der stod Røstad på stationsskiltet, hvilket navnet blev ændret til 14. december 2008. NSB kaldte tidligere stationen for HINT og senere for Røstad/HINT.